# زاغ أرزيني (مقاطعة فارياب)
زاغ أرزيني (بالإنجليزية: Tolombeh-ye Zaghi Arzini)‏ هي مستوطنة تقع في كرمان في إيران. يقدر عدد سكانها بـ 282 نسمة .